# Trilacuna bilingua
Espèce
Trilacuna bilingua est une espèce d'araignées aranéomorphes de la famille des Oonopidae.

## Distribution
Cette espèce est endémique du Pahang en Malaisie,. Elle se rencontre à 1 550 m d'altitude sur le Gunung Jasar.

## Description
Le mâle holotype mesure 2,1 mm.

## Publication originale
- Eichenberger & Kranz-Baltensperger, 2011 : New Trilacuna species from Thailand, Malaysia and Sumatra (Araneae, Oonopidae). Zootaxa, no 2823, p. 1–31.